# Rasism
| Rasism |
| --- |
| En man dricker vatten ur en kran avsedd för svarta, USA 1939. Rasism används ibland synonymt med rasdiskriminering. - Rasism – diskriminering av människor baserad på ras, hudfärg eller etniskt ursprung - Typiska drag – särskiljning, exkludering, restriktion eller företräde baserad på hudfärg, härstamning, nationell eller etniskt ursprung med syfte eller effekt att åsidosätta eller skada erkännandet, åtnjutandet eller utövandet, i samma grad, av mänskliga rättigheter och grundläggande friheter inom politik, ekonomi, samhälle, kultur eller annat område som ryms inom det offentliga livet, dock ej åtskillnad mellan staters invånare och icke-invånare - Bakgrund – Sedan 1969 har 177 nationer skrivit under FN:s resolution 2106 om elimineringen av rasdiskriminering baserat på en övertygelse om att alla föreställningar om överlägsenhet som bygger på åtskillnader mellan raser är vetenskapligt falska, moraliskt fördömliga, socialt orättvisa och farliga |

Rasism är när människor delas upp i raser och dessa raser värderas och rangordnas efter olika egenskaper som anses vara nedärvda och oföränderliga. Det skapar hierarkier och ojämlikheter där vissa grupper anses ha högre status och makt än andra baserat på exempelvis hudfärg och etnicitet. Rasdiskriminering är när individer delats in i olika "raser" med olika tänkta egenskaper och begåvningar, och rankas och behandlas olika på grund av det. Rasidéer kan användas för att rättfärdiga diskriminering och förtryck av de grupper som anses vara lägre rankade, och kan leda till våldsdåd i form av hatbrott, rasistiskt motiverade mord och folkmord.
Det finns två huvudsakliga definitioner av rasism; en snäv som begränsar rasism till en biologisk indelning (se vetenskaplig rasism och biologisk rasism) och en bredare som rasism som socialt konstruerad, till exempel genom religion och kultur, se rasifiering. Kulturrasism är en modern form av rasism där individer bedöms utifrån sin kultur och har i många delar ersatt den biologiska rasismen.
Inom antropologiska studier om människans utveckling råder konsensus om att det inte finns människoraser, och man anser att försök till identifiering av rasskillnader mellan människor är ovetenskapligt.

## Definition och begreppsutveckling
Uppdelningen av människor i "vi" och "de" är en central grund för rasism, där vi-gruppen generaliserat tillskrivs goda egenskaper som de-gruppen saknar. Denna indelning bidrar till att legitimera och upprätthålla makt och privilegier för vi-gruppen, samtidigt som de-gruppen tillskrivs negativa egenskaper för att rättfärdiga diskriminering och ojämlikhet. Rasism bygger på stereotypa föreställningar och generaliseringar, och fungerar både på individnivå och genom strukturella och institutionella förhållanden i samhället . Ojämlikhet i makt, resurser och privilegier till följd av individers eller gruppers kunskaper, erfarenhet, prestationer eller flit anses inte utgöra diskriminering eller rasism.
Begreppet rasism och det närbesläktade begreppet ras är omtvistade begrepp och har varit det under lång tid. Därför finns det också en mängd olika definitioner, såväl juridiska som akademiska och politiska. 

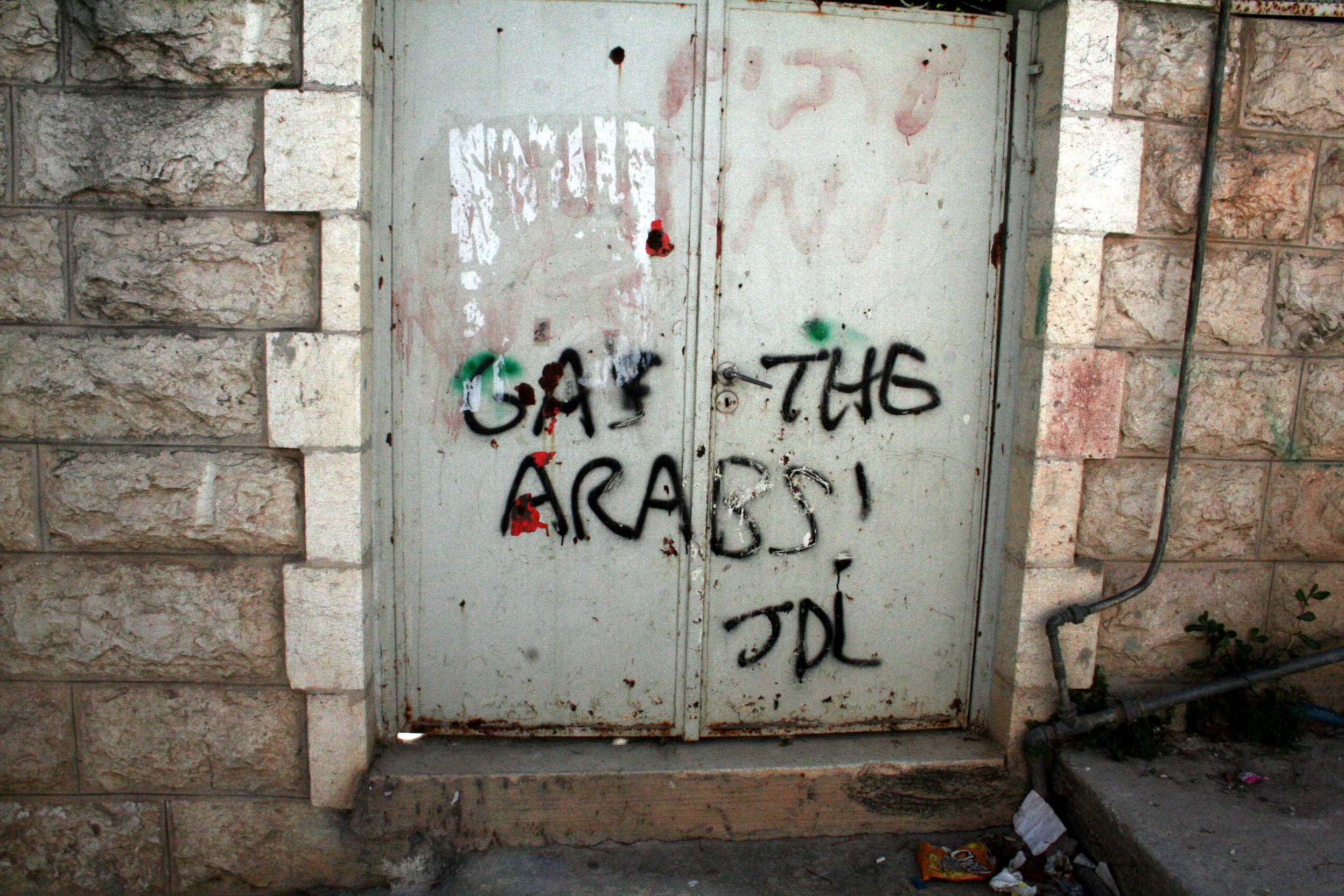
Rasistiskt klotter under signaturen Jewish Defense League (JDL) på en arabiskt ägd bostad i Hebron. Texten lyder: "gasa araberna!" ("gas the Arabs!")
19 juni 2008, Hebron

FN:s konvention om avskaffande av alla former av rasdiskriminering definierar rasdiskriminering som:
| ”                 | ...varje skillnad, undantag, inskränkning eller företräde på grund av ras, hudfärg, härstamning eller nationellt eller etniskt ursprung, som har till syfte eller verkan att omintetgöra eller inskränka erkännandet, åtnjutandet eller utövandet, på lika villkor, av mänskliga rättigheter och grundläggande friheter på politiska, ekonomiska, sociala, kulturella eller andra områden av det offentliga livet. | „ |
| – FN:s konvention | |   |

Rasism, eller rasdiskriminering, är ett system av föreställningar, idéer, fördomar och handlingar baserade på en världsbild där människan delas upp i raser. Dessa föreställda raser rangordnas i en hierarki baserat på olika typer av särdrag som anses vara nedärvda och oföränderliga. I den rasistiska ideologin ses hierarkin mellan de olika socialt konstruerade raserna som naturlig och rasismen framhåller idén om att varje person "ska hålla sig till sin plats" i samhället. Rasismen skapar och upprätthåller en ojämlik fördelning av resurser, status, rättigheter, privilegier och möjligheter beroende på vilken grupp som människor anses tillhöra.
Det råder inte enighet inom vetenskapen om hur rasism ska definieras. Förenklat kan sägas att det existerar två huvudgrupper. En snäv definition som begränsar rasism som ett begrepp som förutsätter att människor indelas i mer eller mindre klart avgränsade biologiska raser. Flera forskare har lagt till att detta måste ske på ett sätt som innebär att de olika ”raserna” värderas olika eller tilldelas olika positioner i en hierarkisk värdeskala. Andra forskare använder sig av en bred definition av rasism där indelningen av människor i olika grupper eller "raser" inte enbart sker utifrån fysiska och biologiska skillnader, utan också på grundval av påståenden om exempelvis kulturer eller religioner. Det är en betydande utvidgning, som gör att termen ”rasism” kan användas om långt fler uttalanden, idéer och påståenden. Den bredare definitionen har kritiserats genom ifrågasättande av i vilken utsträckning det handlar om nedärvda och oföränderliga egenskaper.
Rasismen har genom historien antagit en rad olika former och förändras ständigt. Många forskare anser att rasismen - i form av antisemitism - uppstod på Iberiska halvön under 1300- och 1400-talet. I sin biologiska form (rasbiologi) innebär rasismen en tro på att människan kan delas upp i olika genetiskt distinkta raser. Samtliga individer i dessa anses dela en uppsättning karakteristiska egenskaper, förmågor eller färdigheter. Inte sällan baseras sådana biologiska raser på yttre kännetecken som hudfärg, hårfärg, ögonfärg, längd, m.m. Rasens påstått gemensamma egenskaper kan vara personlighetsdrag, intelligens, moraliska kvalitéer och kulturella beteenden.
En överväldigande del av olika rasismer leder till tanken att raser rankas som medfött överlägsna eller underlägsna andra. Med denna tro som utgångspunkt kan skillnaderna mellan mänskliga raser användas för att rättfärdiga diskriminering eller förtryck. Rasismen kan leda till våldsdåd i form av hatbrott, rasistiskt motiverade mord och i värsta fall folkmord.
I modern tid - särskilt efter andra världskriget - har många förkastat rasbiologin. Rasismen i dag tenderar i stället att fokusera på kultur och religion, där kulturen har ersatt de biologiska raserna som grund för de rasistiska föreställningarna. Olika kulturer ses som permanenta och som oförenliga med andra kulturer. Det anses att individer bär "sin" kultur med sig och för den vidare till sina barn på ett närmast genetiskt vis. Exempel på detta är hur egenskapen att "vara invandrare" kan gå i arv till barn som är födda i och lever i samma land och alltså inte själva har någon erfarenhet av att invandra till ett nytt land, till skillnad från t.ex. sina föräldrar. Skillnaden som rasismen gör på olika människor behöver alltså inte utgå från en biologisk föreställning om ras. Det avgörande är att rasismen på förhand dömer individer efter en idé om vilka de är snarare än efter vad de gör. Att rasbiologin talar om biologiska raser och kulturrasismen om olika oförenliga kulturer är en ytlig skillnad. Ideologiskt är de grenar på samma träd. Utvidgningen av begreppet till att innefatta kulturrasism har gjort rasism till ett svårdefinierat och komplicerat begrepp att använda. Detta särskilt som begreppet kultur i sig är ett av de mest svårdefinierade begreppen inom samhällsvetenskapen.
Rasism och frågan om mänskliga "raser" är ur ett taxonomiskt perspektiv inte relevant, eftersom människan är en homogen art där människoraserna inte är tydligt avgränsade. Inom antropologin råder konsensus om att det inte finns människoraser, och man anser att försök till identifiering av rasskillnader mellan människor är ovetenskapligt. Idag beskriver många forskare ras som en social konstruktion och processen genom vilken en person tilldelas en ras kallar de för rasifiering. 
Ett begrepp och attityd till andra människor som är närbesläktad med rasism - dock inte identiskt - är främlingsfientlighet, eller xenofobi.

### Maktrelationer och över- och underordnade grupper
Vissa ser inte rasism enbart som individers attityder och handlingar utan som en en grundläggande del av återskapandet av makt in samhällets institutioner och strukturer. Rasism blir då en central del i organiserandet av ideologi i relation till strukturerandet av social ojämlikhet. Denna förståelse av rasism framställer ibland ekvationen:
Rasism = Makt + Fördomar
När rasism ses som fundamentalt kopplad till maktordningar i samhället förstås individuella handlingar och attityder som reproduktion av ojämlika maktrelationer som existerar mellan olika grupper i samhället. Vem det är som handlar på ett diskriminerande sätt blir då avgörande för om diskriminering ska definieras som rasism. Synsättet delar i varje given situation in individer som antingen tillhörande förtryckta minoriteter som saknar makt eller privilegierade majoriteter som besitter makt. En konsekvens av detta synsätt blir att fördomsfull diskriminering som utförs av minoriteter aldrig  ses som rasistiska eftersom de saknar de maktresurser som är nödvändiga för att rasism ska uppstå. Diskriminering utförd av minoriteter kan enligt denna sätt att se rasism till och med förstås som en reaktion mot majoritetsförtryck, en form av motstånd mot eller ett försök att motverka majoritetens rasism.
Att förståelsen av rasism kan vara beroende av grupptillhörighet beskrev en amerikansk sociologiprofessor på följande vis:
| ”                | Vita tenderar att definiera rasism i termer av färgmedvetenhet och finner dess frånvaro i färgblindhet. Ickevita studenter ser i stället rasism som ett system av makt och därmed argumenterar för att, exempelvis svarta, inte kan vara rasister därför att de saknar makt | „ |
| – Robert Blauner | |   |

I Sverige har diskussioner och politiska åtgärder mot rasism huvudsakligen varit fokuserade på individuella attityder och handlingar istället för på samhälleliga strukturer och institutioner. 

### Inom forskarvärlden
Begreppet rasism är ett relativt nytt begrepp och kom i allmän användning på 1930-talet då ordet användes för att beskriva den nazistiska ideologins sociala och politiska dimensioner, som betraktade "ras" som en naturligt given politisk enhet. Det är allmänt accepterat att rasism existerade innan begreppet myntades. Det finns dock inte en entydig definition av vad rasism är och vad det inte är. Idag föredrar vissa forskare inom rasism att använda begreppet i plural, rasismer, för att betona dess många olika former som inte lätt kan falla under en enda definition. De argumenterar också för att olika former av rasism har kännetecknat olika historiska perioder och geografiska områden. Sociologen Steve Garner sammanfattar olika befintliga definitioner av rasism och identifierar tre vanliga element som ingår i dessa definitioner av rasism. För det första ett historiskt hierarkiskt maktförhållande mellan grupper, för det andra en uppsättning av idéer (en ideologi) om rasliga skillnader, och för det tredje diskriminerande handlingar (praktiker). Forskare definierar ofta rasism, inte bara i termer av individuell fördom, utan också i termer av en maktstrukturer som skyddar den dominerande kulturens intressen och aktivt diskriminerar etniska minoriteter.
En akademisk definition av rasism som har vunnit genomslag är historikern George M. Fredricksons definition. Enligt denna består rasism av komponenterna olikhet, makt och en tanke om nedärvda egenskaper. Fredrickson menar att rasismen bygger på tanken om att "de" inte är som "oss", samt att skillnaderna mellan "oss" och "dem" är permanenta, naturliga och nedärvda. I ett samhälle där en ras eller etnisk grupp har mer makt än en annan kan den här upplevda olikheten utnyttjas för att motivera attityder och handlingar mot den underordnade gruppen som vore otänkbara mot den egna gruppen. Vidare menar Fredrickson att alla olika rasismer har det gemensamt att man förnekar möjligheten att de olika rasifierade grupperna (t.ex. vita och svarta, européer och icke-européer, m.m.) skulle kunna leva sida vid sida i samma samhälle på samma villkor, om ens överhuvudtaget.

Enligt författaren och historikern Ibram X Kendi är rasister inte bara de som agerar rasistiskt utan även de som ”genom sina handlingar eller icke-handlingar stödjer en rasistisk politik”. En rasistisk politik är, enligt Kendi, en politik som inte aktivt utjämnar skillnaderna mellan svarta och vita. Kendi menar att lika utfall utfall är rättvist, medan en politik som bara eftersträvar lika förutsättningar är orättvis. Således gör han skillnad på rättvisa och jämlikhet. För antirasism är det med andra ord inte tillräckligt att ge människor lika förutsättningar. Antirasism är enligt Kendi att garantera lika utfall. Kendis idéer sammanfaller med kritisk rasteori.
| ”               | När det kommer till lagstiftningen behöver vi se till att utfallet blir rättvist eftersom vi lever i ett ojämlikt samhälle. Om du stiftar en lag som ger miljardärer och fattiga samma skattelättnader så kommer det att förstärka ojämlikheten. Men om du stiftar lagar som utgår från personer med de största behoven, oavsett bakgrund, så skipar det rättvisa. | „ |
| – Ibram X Kendi | |   |

Det har genomförts flera vetenskapliga studier, både svenska och internationella, som visar att rasism antar olika skepnader och uttryckssätt, exempelvis som biologisk, religiös, vetenskaplig och kulturell rasism. Inom forskningen skiljs begreppen åt och behandlas som egna enheter för rasistiska uttryck och skepnader. Forskningen är enig om att mänskliga raser inte finns rent biologiskt och därför fokuserar forskningen på ras som social konstruktion och vad sådana konstruktioner får för konsekvenser. Forskarna är ense om att uppfattningen om skillnader mellan "oss" och "dem" baserat på etnicitet, hudfärg, religion, m.fl. är på riktigt och att detta påverkar människors agerande och attityder mot varandra. Sociologen Colette Guillaumin sammanfattade tanken med att: "ras existerar inte, men det dödar människor".

### Övriga definitioner
Diskrimineringsombudsmannen menar att rasism ”[u]rsprungligen [är] ett ord som beskriver uppdelningen av människor i ett rassystem där vissa raser biologiskt är underställda andra. Idag talar man mer om kulturrasism – föreställningen om att kulturer är absoluta, oföränderliga och definierar individens egenskaper.”
Regeringen Löfvén I definierade rasism som "uppfattningar om att människor på grund av föreställningar om ras, nationellt, kulturellt eller etniskt ursprung, religion, hudfärg eller annat liknande förhållande är väsensskilda från varandra och att de därmed kan eller bör behandlas på olika sätt."

## Historia

Amerikansk propagandaaffisch från andra världskriget, där ett rasistiskt bildspråk används i rekryteringssyfte.

Idéer om vissa folks överlägsenhet i form av främlingsfientlighet och etnocentrism har funnits sedan länge i mänsklighetens historia, utan att dessa nödvändigtvis kan likställas med rasism. Flera historiker och samhällsforskare har velat spåra rasismens ursprung till den Iberiska halvön under medeltiden och de antisemitiska föreställningar som uppstod där.

### Senmedeltid och "blodets renhet"
Den första rasistiska eller proto-rasistiska ideologin kom att utgöras av den rasistiska antisemitismen. Den rasistiska antisemitismen har sin bakgrund i senmedeltida kristna europeiska uppfattningar om att judarna var frivilliga hantlangare åt djävulen och att de var "medvetet otrogna", dvs. medvetet undvek att låta sig döpas och konvertera till kristendomen.  Till en början förkastades de här idéerna av det religiösa och civila etablissemanget som ville sprida ett inkluderande budskap om det kristna dopet och frälsningen välkomnade alla människor. Det fanns en jämlikhetstanke om att alla människor var lika inför Gud och att alla själar kunde frälsas, men den här tanken blev mer och mer ifrågasatt under medeltidens senare del. Under 1200- och 1300-talen började uppfattningen spridas om att judarna egentligen inte tillhörde människosläktet utan att de var djävlar och att de var "lägre stående varelser".
Under slutet av 1300-talet tilltog hatet mot judar på den iberiska halvön och fler tvingades att konvertera till kristendomen. De blev vad som på spanska kallades conversos: konverterade/omvända. Den antisemitism som hade funnits före detta i Spanien var framför allt av religiös art, men i takt med att fler judar konverterade så förvandlades antisemitismen från religiös diskriminering till att bli en regelrätt rasistisk ideologi. Man började tala om blodets renhet (limpieza de sangre på spanska). Detta innebar att man började diskriminera människor utifrån härkomst och inte enbart religion. Det räckte inte längre med att ha "rätt" religion, utan man skulle dessutom ha rätt härkomst eller rätt "blod". Bland "gammelkristna" fanns en misstro med rasistiska förtecken mot "nya kristna" och många trodde att de konverterade judarna i hemlighet fortsatte att praktisera sin gamla religion. Så småningom kom idén att utökas till att omfatta även morisker (morer/muslimer som konverterat till kristendomen) och i förlängningen även ursprungsamerikaner och afrikanska slavar i de spanska kolonierna. Doktrinen om blodets renhet ledde till att judar, morisker, m.fl. utestängdes från civila och kyrkliga institutioner och att olika segregerande och rasistiska lagar stiftades.

### Hudfärgsrasism
Till skillnad mot den rasistiska antisemitismen skulle det dröja innan en regelrätt hudfärgsrasism utvecklades. Under senmedeltiden fanns det i Europa en fascination för och exotifiering av svarta och mörkhyade, särskilt om de var kristna. Ett exempel på detta är den populära myten om den svarta prästkonungen Johannes.
En begynnande rasism mot svarta uppstod i samband med det alltmer omfattande europeiska slaveriet och slavhandeln av svarta, särskilt den transatlantiska slavhandeln. Från en början hade slaveriet främst religiösa förtecken, snarare än rasistiska. Det var helt enkelt okej att äga icke-kristna slavar, oavsett om de var slaver, skandinaver, muslimer eller kom från någon annan grupp. I många fall var svarta afrikaner redan förslavade av andra afrikaner, vilket underlättade för vita européer att bedriva slavhandel och att utnyttja slavarna i kolonierna i Nya världen. Det finns vissa belägg för att den första kopplingen mellan mörk hudfärg och statusen som slav gjordes av muslimska slavägare runt medelhavet och att den idén kom att utvecklas och leva vidare i den vita, kristna, europeiska slavhandeln. Det bör dock noteras att araberna och morerna hade såväl vita som svarta slavar och att deras slaveri inte understöddes av den typ av rasistiska ideologi som kom att prägla den transatlantiska slavhandeln.
Det var först under 1700-talet som en mer fysisk och biologisk rasism baserad på hudfärg utvecklades till en fullfjädrad rasistisk ideologi under förment vetenskapliga former. I de nordamerikanska kolonierna kunde man under lång tid använda begreppen "kristen", "fri", "engelsk" och "vit" som utbytbara begrepp, vilket visar att hudfärg inte var en så framstående identitet som den senare kom att bli i Nordamerika och USA.
Många forskare menar att det var kolonialismen och slaveriet som skapade den formella rasismen, snarare än tvärtom.

### Under 1800- och 1900-talet
I slutet av 1800-talet spred sig rasbegreppet från Europa till bland annat Japan, där höga statstjänstepersoner började dela upp och rasifiera Japan inom ramen för landets nationsbyggande. Det ledde bland annat till att land beslagtogs från den nationella minoriteten ainu och till annekteringen av Ryukyu-kungadömet på Okinawa 1879. I Japan började man öppet tala om den "japanska rasens överlägsenhet" och använde detta för att legitimera imperialistisk expansion i Sydostasien från slutet av 1800-talet och fram till 1930- och 1940-talen. Den japanska rasismen legitimerade bland annat Nanjingmassakern, där 200 000 kinesiska barn, kvinnor och män mördades, lemlästades och våldtogs. Rasismen ledde även till ett systematiskt sexuellt utnyttjande av kvinnor i japanskockuperade områden i Asien under 1930- och 40-talen samt utnyttjandet av kinesiska, asiatiska och allierade krigsfångar som mänskliga labbråttor i enhet 731:s biokemiska experiment.
Efter andra världskriget och Förintelsen blev begreppet rasism brännmärkt i Europas politiska debatt, utan att strukturell rasism för den sakens skull försvunnit från det europeiska samhället.
I USA var ett rasistiskt tänkande fortfarande djupt förankrat hos stora grupper särskilt i södern under 1950- och 1960-talen. Det rasistiska tänkandet var i sin tur kodifierat och förverkligat genom rasistiska och diskriminerande lagar. Genom medborgarrättsrörelsens kamp - i vilken Martin Luther King var en av de mest framträdande ledarna - uppnåddes till sist ett förbud mot sådan lagstiftning. Så sent som vid presidentvalet 1968 kunde en kandidat som George Wallace nå stora framgångar med ett program präglat av rasistiska tankegångar.
År 1994 avskaffades ett av världens sista nationellt sanktionerade rasistiska system, apartheid, den officiella rassegregation i Sydafrika. Den hade garanterat den vita minoriteten i landet makten. Samma år fick alla sydafrikaner oavsett ras eller hudfärg rösta i de första demokratiska och fria valen i landet.
Den biologiska rasismens impopularitet efter andra världskriget och Förintelsen innebar att rasismen som ideologi tvingades utvecklas. Under 1900-talets senare hälft och 2000-talet har kulturrasistiska föreställningar blivit allt vanligare i den politiska debatten. Det kan arta sig genom att rasismen riktas mot "invandrare" eller "muslimer" som har rasifierats och ses som distinkta raser, åtskilda och mindre värda än t.ex. "svenskar", "européer" eller "kristna" som också har rasifierats.
I modern tid har diskussioner förts om rasistiska framställningar i historiska kulturella verk. Georges Remis Tintin hör till dem som diskuterats en längre tid, särskilt framställningen av afrikaner i seriealbumet Tintin i Kongo. I Belgien har en ansökan gjorts om att förbjuda albumet, men ansökan avslogs av domstolen som menade att albumet speglade dåtidens uppfattning, och inte hade rasistisk avsikt.

## Orsaker, uttryck och mekanismer

### Rasismens orsaker
Frågan om vad som orsakar rasism är en invecklad fråga som kan närmas från olika håll. Enligt vissa psykologiska teorier ger frustration ofta upphov till aggression, och när det verkliga objektet för aggressionen är oåtkomligt eller okänt, kan känslorna istället riktas mot oskyldiga individer eller grupper. Detta hör ihop med Sigmund Freuds försvarsmekanismer, förskjutning samt psykologisk projektion.[källa behövs]
En marxistisk analys av rasism fokuserar på produktionsförhållandena och därför även maktrelationerna i samhället. Man ser på rasismen som ursprungligen en rationalisering av slaveriet och kolonialismen och även som ett sätt att splittra arbetarklassens klasskamp till förmån för någonting man skulle kunna kalla raskamp.

### Rasismens psykologi
Grovt indelat kan man säga att det finns två huvudspår inom den psykologiska forskningen rörande rasism: en individuell förklaringsmodell med bakgrund inom socialpsykologin och en kulturpsykologisk ansats, där rasism förstås inom ramen för det kulturella sammanhang som personer befinner sig.
Enligt Roberts och Rizzo (2020) finns det sju psykologiska faktorer som styr och påverkar rasism: 1) Kategorier, 2) gruppidentitet, 3) segregation, 4) hierarki, 5) makt, 6) media och 7) passivitet. Kategorierna är mentala kategorier som sätter människor i olika fack och till slut ses som av naturen givna och positiva. Gruppidentiteten gör att vi behandlar människor som upplevs tillhöra samma grupp som oss själva på positivt sätt, medan människor i andra grupper upplevs som hotfulla. Segregationen av människor i våra samhällen cementerar samtidigt rasistiska uppfattningar, preferenser och övertygelser genom att människor inte får kontakt över gruppgränserna. Olika hierarkier i samhället tillåter och uppmuntrar människor att tänka, känna och agera rasistiskt för att stärka sin egen plats i hierarkin. Social makt och auktoritet har skapat rasistiska normer i samhället som påverkar människor på både en mikro- och makronivå. Media påverkar rasism genom att överrepresentera och idealisera vita medan icke-vita marginaliseras och får betydligt mindre medialt utrymme. En passivitet inför rasismen låter samtidigt rasistiska processer fortgå genom att människor blundar för eller förnekar rasismens existens, ett beteende som sprider sig och låter rasismen frodas.

### Stereotyper
En rasistisk stereotyp uppstår när olika individer klumpas ihop i homogena grupper utifrån t.ex. hudfärg eller religion. Alla individer i gruppen antas bete sig och tänka likadant, sett utifrån. Några exempel kan vara "japaner är duktiga på teknik", "alla svarta är bra på basket" eller  "muslimer är terrorister". Stereotyper kan uttrycka både positiva och negativa åsikter. "Positiva" stereotyper kan vara t.ex. "afrikaner har rytmen i blodet", eller som anspelar på att muslimer inte får dricka alkohol. T.ex. "Gud va skönt ni måste ha det på fredagkvällar då ni vet att era barn inte dricker alkohol". Negativa stereotyper kan t.ex. vara: "alla invandrare är kriminella".
Det problematiska med stereotyper är att de avgör vilka hinder och möjligheter som olika individer möter, utifrån vilken grupp de anses tillhöra. Individer som klumpas ihop i en grupp med många positiva stereotyper möter också högre förväntningar, vilket t.ex. kan leda till att lärare ställer högre krav på elever och ser en större potential i dem, och därmed ger eleverna en bättre undervisning. Stereotyper kan ha en självförstärkande effekt, bland annat genom det som kallas stereotyphot. Det innebär att när en individ är medveten om att hen riskerar att reduceras till en negativ stereotyp, så anpassar sig individen i förväg till detta och presterar sämre i olika situationer. En studie visade exempelvis att vita manliga ingenjörsstudenter som skulle skriva ett prov presterade sämre när de fick veta att asiatiska ingenjörsstudenter skulle skriva samma prov.

### Medias roll
När det gäller hur människor upplever andra etniska grupper så kan medier spela en viss roll i vilka känslor som väcks. En avhandling som berörde just det här fann genom experiment att när deltagarna tog del av artiklar om invandrare i positiva sammanhang så minskade läsarnas negativa känslor och de fick en mer positiv attityd till de som hade invandrat. Vice versa gick det att se att negativa artiklar framkallade färre positiva känslor och därmed en mer negativ attityd till invandrare. Det främsta resultatet var alltså att visa hur media kan påverka människors attityder genom att framkalla olika känslor. Samtidigt var effekten från media svagare än förväntat, vilket medför att media enbart kan förklara en del av de rasistiska attityder som finns i samhället.

### Mikroaggressioner
Ett beteende som knyter an till användandet av stereotyper är mikroaggressioner. Dessa är subtila beteenden som anspelar på föreställningar om minoriteter t.ex. rasistiska idéer om svarta. De kan vara både medvetna och omedvetna. I de många fall är mikroaggressioner inte tänkta att skada eller kränka någon, men kan få en negativ effekt för den som möter rasistiska kommentarer och beteenden i sin vardag. Ett exempel kan vara att en person som är född i Sverige och talar svenska som modersmål får kommentaren "vad bra svenska du pratar", vilket är menat som en komplimang men bygger på en föreställning att man på grund av t.ex. sitt utseende inte skulle ha svenska som modersmål.

## Typer av rasism
Rasism kan förstås som en djupt rotad ideologi som påverkar samhällets strukturer och formerar sociala relationer. Rasism manifesterar sig på flera sätt, inklusive men inte begränsat till, mer subtila och vardagliga handlingar – en konceptualisering som introducerades 1991 av Philomena Essed som vardagsrasism. Denna form av rasism kan ofta vara så diskret att den inte märks men fortsätter ändå att påverka människors livsvillkor och de sociala relationerna mellan olika grupper.
Kärnan i rasismen är förknippad med begreppet "ras", vilket inom rasismforskningen betraktas som socialt konstruerat snarare än biologiskt. Den här processen, känd som rasifiering, tilldelar värde och betydelse till individer och grupper baserat på fysiska och kulturella markörer. Denna process skapar ett "vi" och "dem"-tänkande, ett fenomen benämnt andrafiering.
Enligt forskaren Lena Dominelli finns det tre huvudsakliga former av rasistiskt förtryck: personlig, institutionell och kulturell rasism. Personlig rasism innebär individuella fördomar och negativa attityder som undergräver andra människors värde och jämlikhet, baserat på deras tillhörighet till vissa "ras" eller etniska grupper. Institutionell rasism avser systematiska orättvisor inbäddade i samhällets lagar, normer och rutiner, vilket kan leda till uteslutning av vissa grupper på grund av byråkratiska kriterier och offentlig auktoritet. Kulturell rasism, å andra sidan, omfattar sociala normer och värderingar som driver interaktion mellan olika grupper och tilldelar betydelse utifrån kulturella snarare än biologiska skillnader.
Dessa tre former av rasism är ofta sammanlänkade och förhandlas i vardagslivet samt inom professionella praktiker, och tillsammans bidrar de till den strukturella rasismen.

### Strukturell rasism
Strukturell rasism är omedveten rasism som genomsyrar organisationer, sektorer och hela samhällen. Den strukturella rasismen utgörs av den sammanlagda effekten av enskilda handlingar och yttranden som tillsammans bildar ett diskriminerande mönster mot en grupp på grund av föreställningar om gruppens etnicitet, hudfärg, religion, kultur, osv.
Den strukturella rasismen kan ta sig indirekta uttryck, vilket gör att det kan vara svårt att få syn på den i samhället. Krav på medborgarskap och ekonomiska krav kan vara uttryck för strukturell rasism på t.ex. bostadsmarknaden. Konsekvensen av den strukturella rasismen blir att människor som tillhör olika grupper har olika rättigheter och får olika stor makt i samhället. Den kan även resultera i olika rättigheter eller olika stora möjligheter att kunna utöva sina rättigheter i praktiken.

### Biologisk rasism
Den biologiska rasismen utgör ett system av föreställningar och handlingar där människan är uppdelad i separata och exklusiva biologiska enheter som kallas raser. Den här typen av rasism baseras på en sorts biologisk determinism där människors livsöden redan är bestämda av vilken mänsklig "ras" man anses tillhöra. Rasgränserna markeras och avgränsas genom kroppsliga eller fysiska yttre och inre aspekter och fenotypiska markörer, såsom hudfärg, kroppsbyggnad, skallstorlek, näsa, ansiktsform och så vidare. Dessa sägs representera väsentliga skillnader mellan världens olika folkgrupper. De beskrivna egenskaperna antas inom den biologiska rasismen stå för gruppens, samhällets eller individens väsen — dess essens, det inre väsendet — men även förutbestämda olika förmågor, färdigheter, begåvningar. De fysiska eller kroppsliga aspekterna är det som används för att skapa en hierarkisk ordning mellan människor, det vill säga att socialt rangordna olika folkgrupper på en skala från högt till lågt stående folkgrupper.[källa behövs]
Den biologiska rasismens begynnelse var i slutet av 1400-talet, i samband de stora upptäcktsresorna och triangelhandelns slavhandel, kolonialism och imperialism.
Efter andra världskriget har den biologiska rasismen ifrågasatts kraftigt och förekommer mycket sällsynt i dagens samhälle. Den biologiska rasismens idé om en nedärvd essens lever däremot vidare i andra varianter av rasism, som i kulturrasismen.

### Vetenskaplig rasism
Den vetenskapliga rasismen, som syftar till att legitimera en rangordning mellan folkslagen med vetenskapliga metoder, såg dagens ljus på 1700-talet och utvecklades vidare under 1800- och 1900-talen, men ses idag som pseudovetenskap. Man använde sig av anatomiska metoder som har kommit till användning inom antropologin, som biometri och skallindex, liksom av lingvistik, psykologi och samhällsstudier. Även socialdarwinism kan räknas till den vetenskapliga rasismen.

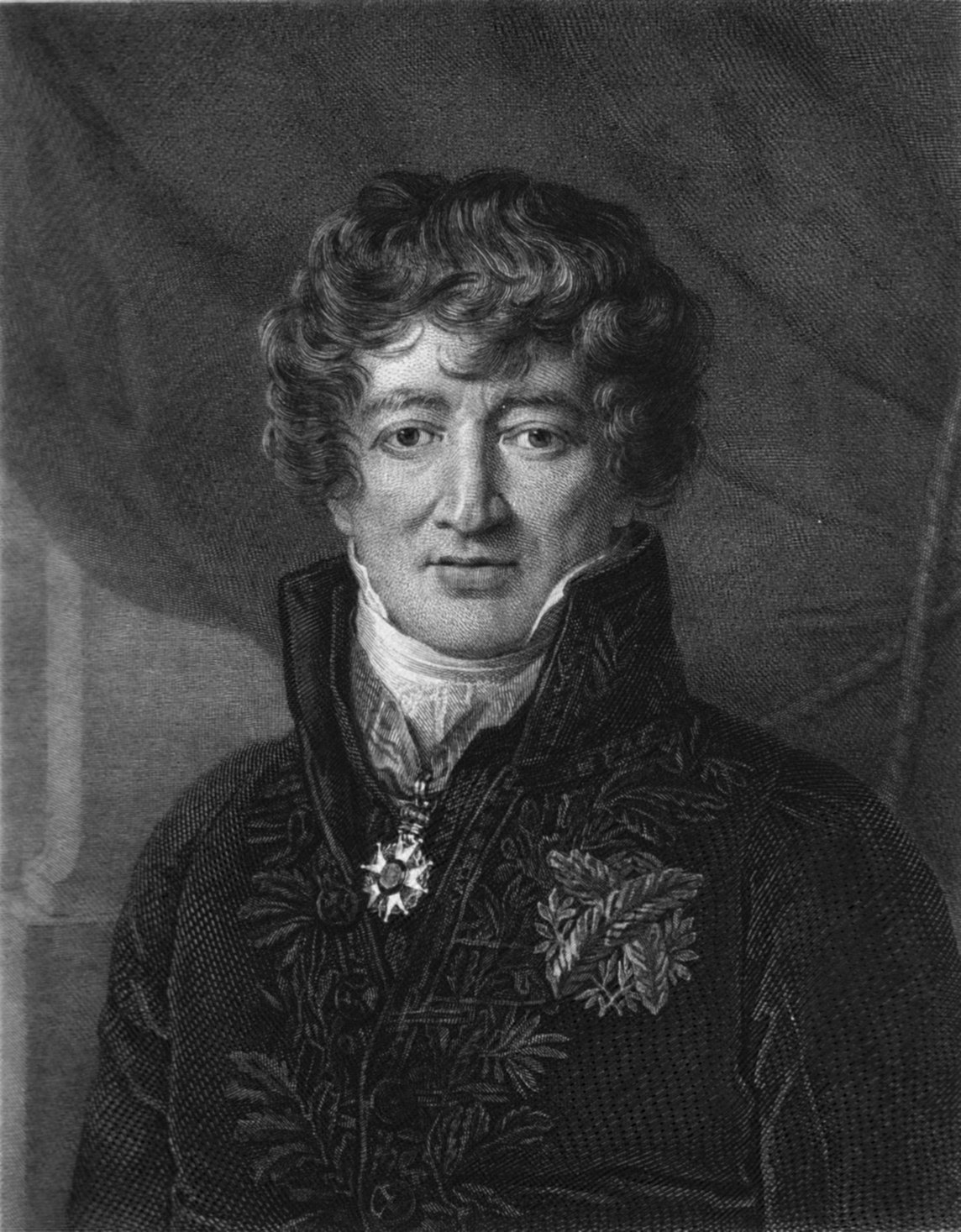
Georges de Cuvier

Den franske paleontologen Georges de Cuvier genomförde många rasstudier och kom att influera rasbiologin. Han fastslog att det i historien funnits andra arter som dominerat jorden och som dött ut som en naturlig process, som han ansåg var tillämplig även på de tre raser han delade in mänskligheten i.[källa behövs]
Zoologen Robert Knox menade att ”för mig är ras, eller med andra ord, härstamning allt: den märker mannen. Rasen är allt: dikt, vetenskap, konst, kort sagt civilisation - allt beror på rasen." Vid denna tid fanns inom vetenskapen den utbredda åsikten att utplåning av undermåliga raser var oundviklig och att det därmed fanns fördel i att gynna denna naturliga process, att hjälpa den överlägsna vita rasens utbredning på jorden.
Sven Lindqvist beskriver att Europas expansion under 1800-talet betraktades som "en biologiskt nödvändig process, som enligt naturens lagar måste leda till 'de lägre rasernas' förintelse. Folkmorden varken började eller slutade med nazismen. Auschwitz var 'den moderna, industriella tillämpningen av en förintelse, på vilken det europeiska världsherraväldet sedan länge vilade'."

### Kristen religiös rasism
Flera bibelställen, främst i Nya Testamentet, brukar användas som argument bland kristna för att Gud inte gör skillnad på folkgrupper eller människor. Abolitionism startades av kristna som med hänvisning till Bibelns människosyn tog ställning mot slavhandel med afrikaner - och slaveri har förbjudits av en lång rad påvar och sågs som synd allt sedan medeltiden. 
Rasism och rasifierad slavhandel har trots det tidvis försvarats av kristna företrädare. Påve Nicolaus V tillät 1452 den portugisiske kungen att "attackera, erövra och underkuva saracener, hedningar och andra Kristi fiender var de än kan hittas", vilket i praktiken ledde till att slavar började hämtas från Västafrikas kust, med argumentet att de inte skulle bli omvända till islam.
Försvarare av rasifierat slaveri har ibland hänvisat till rasistiska tolkningar av Gamla testamentet. Religiös rasism grundar sig på en uppfattning som har förekommit att icke-vita människor är lägre stående än vita människor, eftersom Noa i 1 Mos 9:22-27 förbannade sin son Hams son Kanaan, med att han ska vara slav till sina bröder. I senare delar av Bibeln står att läsa att Hams söner sprider ut sig över världen, och kristna och även vissa muslimer identifierade så småningom Hams ättlingar som svarta afrikaner.  Det rasistiska argumentet är alltså att eftersom svarta afrikaner troddes härstamma från Ham, så skulle de också ha drabbats av samma förbannelse och vara dömda att vara slavar åt de vita som enligt samma logik härstammar från Noas andra söner. Förbannelsen har utnyttjats i rasistiska syften och misstolkats på olika sätt, inte minst genom att anta att Ham skulle vara mörkhyad (vilket aldrig nämns), men även genom en felaktig tolkning av att Kanaan skulle vara stamfader till alla afrikaner och ett missförstånd om att förbannelsen skulle röra Ham istället för Kanaan. Enligt Bibeln bosatte sig Kanaans ättlingar framför allt i västra Asien.
Historien om Ham och Noa har använts i en rad olika syften. Den användes för att rättfärdiga övergrepp under korstågen, för att rättfärdiga den transatlantiska slavhandeln, folkmordet i Rwanda och slaveriet och segregeringen i USA. Idén om att svarta afrikaner hade drabbats av en nedärvd förbannelse medförde att dessa inte heller behövde behandlas på samma sätt som vita och att de var menade att tjäna den "vita rasen". Centrum mot rasism skriver följande:
| ” | I Guds och bibelns namn rättfärdigade således den religiösa rasismen bland annat slaveri, kolonialism, plundring och folkmord. Den religiösa rasismen rättfärdigade erövringarna och kolonialismen, som framställdes som civilisationsprojekt för att "frälsa hedningar och förlorade själar". Den hamitiska myten (Joshua kapitel 9, vers 20) - Guds förbannelse över Hams ättlingar - användes för att t ex rättfärdiga slaveri, plantage- ekonomin t ex i USA och apartheid i Sydafrika. | „ |

Rasifieringen av religiösa grupper är en pågående akademisk debatt. Denna rasifiering innebär att anhängare till exempelvis judendomen och islam grupperas utifrån sin religion och anses utgöra en "ras" på basis av sin gemensamma tro. Rasifieringen innebär att grupperna tillskrivs olika egenskaper och dessa också anses ärvas från förälder till barn.
En av tillämpningarna av denna rasifiering är en religiös nationalism, där den skapade rasen försöker lägga beslag på kulturella och nationella aspirationer som är kompatibla med religionsutövningen. Detta går att se t.ex. i kristen nationalism.

### Kulturrasism
Idag används begreppet kulturrasism när rasism diskuteras, både i Sverige och i FN. Kulturrasism innebär en essentiell syn på kulturer. Människan tros vara uppdelad enligt essentiella kulturella markörer, ofta uttryckt i väsentliga kulturella egenskaper och föreställda distinkta kvaliteter. Kulturrasister har fördomar om/tycker illa om hela kulturer. Kulturrasisten söker tillskriva en annan kultur vissa (negativa) värden. Dessa ställs ibland även mot den egna kulturen eller moralen, som sägs sakna eller skilja sig mot dessa negativa värden. 
Kulturrasism är besläktad med främlingsfientlighet (xenofobi), moralism, religionsförföljelse och hatbrott med antireligiösa motiv såsom islamofobi, antisemitism, kristofobi och orientalism. I brottsstatistik är det ofta svårt att avgöra om ett hatbrott har rasistiskt eller antireligiöst motiv.  

### Antisemitism
Antesemitism är den rasism som riktas mot judar och det judiska folket med hänseende till härstamning, språk, religion (judendom) och kultur. Vanligt förekommande är idéer om judiska konspirationer, judiskt världsherravälde i det fördolda. Judar är den religiösa grupp som har högst sannolikhet att utsattas för religionsförföljelse, eftersom 99 procent av världens judar bor i ett land där förföljelse av judar förekommer.

### Islamofobi
Islamofobi definieras som rädsla, hat, fördomar eller kulturrasism riktade mot muslimer och islam. Islamofobi är, likt antisemitism, konspiratorisk med det vanligaste temat att det pågår en kamp mellan raser och kulturer.  De islamofobiska konspirationsteorierna utmålar muslimerna som "fysiska ockupanter" som försöker ta över samhället genom massinvandring och barnafödande, och därmed slå sönder den inhemska kulturen och identiteten; I Sveriges fall skulle detta vara svenskheten.
Innebörden av islamofobi kan riktas dels mot religionen islam, dels mot muslimer som grupp, men kan även ta sig uttryck som en rasistisk reaktion och strukturell diskriminering som riktas mot muslimer. Ett exempel på sådan strukturell diskriminering, är den rasprofilering som blev konsekvensen av de mer restriktiva immigrationslagar som infördes i USA efter 11 september 2001. Från och med 2002 blev män över 16 år gamla, från 25 länder i Mellanöstern för att komma in i USA tvungna att fotograferas, lämna fingeravtryck, bli förhörda och låta få all sina ekonomiska information kopierad. De blev även tvungna att anmäla sig till myndigheterna när de skulle lämna landet. Det är även en form av institutionaliserad rasism. Religionsförföljelse och trakasserier av muslimer förekommer i 125 länder.

### Kristofobi
Kristofobi utgörs av kulturrasism eller intolerans mot kristna. FN:s kommission för mänskliga rättigheter jämställer kristofobi med antisemitism och islamofobi. Religionsförföljelse och trakasserier av kristna förekommer i 128 länder.

### Omvänd rasism
Ett kontroversiellt begrepp som ibland förekommer i debatten är omvänd rasism. Omvänd rasism är ett begrepp som ofta används av konservativa sociala rörelser i USA, vilka hävdar att positiv särbehandling, och liknande färgmedvetna politiska åtgärder för att åtgärda rasliga ojämlikheter, är en form av rasism mot vita. Det har använts för att beskriva upplevd diskriminering eller fientlighet mot medlemmar av en dominerande ras- eller etnisk grupp samtidigt som medlemmar av minoritetsgrupper favoriserats. Begreppet har kritiserats för att bygga på föreställningen att rasism mot vita skulle vara ett större problem än rasism mot svarta och vissa menar att det aldrig förekommit, utan snarare kan handla om enskilda fall av hatiska eller våldsamma handlingar riktade mot vita. Enligt vissa forskare ingår i begreppet rasism en koppling till historiskt förtryck. Således anses t.ex. rasism av vita mot svarta kopplat till historiskt förtryck under kolonialismen. En sådan definition omöjliggör i många fall begreppet omvänd rasism. Många experter och andra kommentatorer betraktar emellertid omvänd rasism som en myt snarare än en verklighet.

### Rasism villkorad av maktresurser
Vissa forskare, särskilt inom kritisk rasteori och marxistisk teori, definierar rasism inte bara i termer av diskriminerande handlingar grundande i fördomar, utan också i termer av makthierarkier som skyddar intressena hos en dominerande eller överordnad grupp och aktivt diskriminerar en förtryckt eller underordnad grupp. Med detta perspektiv kan medlemmar av förtryckta grupper vara fördomsfulla mot medlemmar i en överordnad grupp, men de saknar den politiska och/eller ekonomiska makten att aktivt förtrycka dem, och de utövar därför inte "rasism".

## Antirasism
Antirasism omfattar idéer, utvecklad och antagen politik, genomförda handlingar och organisering syftade till att motverka rasism. Exempel på antirasistiska rörelser, nätverk och organisationer är Centrum mot rasism (Sverige), Nätverket mot rasism (Sverige), Artists United Against Apartheid (internationell) som del av antiapartheidrörelsen och medborgarrättsrörelsen i USA 1955–1968 (USA). Det antirasistiska arbetet utgörs av två huvudsakliga uppdelningar: Icke-våldsamt motstånd och våldsamt motstånd, ibland kombineras dessa eller varieras över tid beroende på förutsättningar och motsättningarnas karaktär (se exempelvis ANC:s kamp mot Apartheid i Sydafrika eller Medborgarrättsrörelsen i USA). Hatbrottslagar (exempelvis lagar mot hets mot folkgrupp), positiv särbehandling (förbjudet i svensk lag med undantag för kön) och förbud mot rasistiska tal är också exempel på politik från samhällets sida som syftar till att motarbeta rasism.[källa behövs]
Bland de metoder som har använts för att minska rasism finns kontaktteorin, som innebär att personer som har eller där rasism kan få ödesdigra konsekvenser styrs in i positiva interaktioner med personer som de annars skulle ha haft klichéartade bilder av, till exempel poliser i USA som får träffa skötsamma färgade invånare i de kvarter de har som sitt område och därför senare löper mindre risk att reagera med rädsla vid patrullering av samma eller liknande områden. Sådana möten gör också invånarna mindre aggressiva när polisen patrullerar.

## Rasism i världen
I undersökningen World Value Survey från 2016 har människor i 80 länder tillfrågats vilken sorts människor de inte skulle vilja ha som grannar. Två av svarsalternativen var ”folk av en annan etnisk härkomst” och ”personer av annan ras”. Utifrån hur många som valde dessa alternativ i ett visst land har man bedömt vilka länder som var mest och minst toleranta men också hur utbredd rasismen var i det landet.
Enligt studien var Sverige världens minst rasistiska land. Bara 1,4 % av de som tillfrågats i Sverige uppgav att de ej ville ha rasfrämlingar som grannar. Norge var enligt studien världens tredje minst rasistiska land med en siffra på 2,8 %. USA, Storbritannien och Sydamerika var också bland de minst rasistiska områdena enligt studien.
Indien och Jordanien var de länder som var minst toleranta. 51,4 % från Jordanien och 43,5 % från Indien svarade att de inte skulle vilja ha en granne med annorlunda etnisk härkomst.
Vidare framkommer det i studien att Europa generellt var splittrat, då den västra delen av kontinenten var förhållandevis tolerant medan den östra delen var mer rasistisk. Frankrike, där 22,7 % av de tillfrågade ej ville bo granne med personer av annan ras, utgjorde dock ett undantag.
Denna studie bygger på data som kommer ifrån World Value Survey, en undersökning som mäter sociala attityder runtom i världen.
Mest toleranta:
1. Sverige 1,4 %
2. Argentina 2,0 %
3. Norge 2,8 %
4. Kanada 2,9 %
5. USA 3,8 %
Minst toleranta:
1. Jordanien 51,4 %
2. Indien 43,5 %

### Notförteckning
1. 1 2 3  Original: "discrimination between human beings on the grounds of race, colour or ethnic origin" samt "the term 'racial discrimination' shall mean any distinction, exclusion, restriction or preference based on race, colour, descent, or national or ethnic origin which has the purpose or effect of nullifying or impairing the recognition, enjoyment or exercise, on an equal footing, of human rights and fundamental freedoms in the political, economic, social, cultural or any other field of public life.", samt "any doctrine of superiority based on racial differentiation is scientifically false, morally condemnable, socially unjust and dangerous, and that there is no justification for racial discrimination, in theory or in practice, anywhere
", hämtad från International Convention on the Elimination of All Forms of Racial Discrimination, FN:s resolution 2106, beslutad 21 december 1965, gäller sedan 4 januari 1969, läst 16 mars 2017, ratifierad av 177 stater (2017)
2. ↑  Tajfel, Henri (1974-04). ”Social identity and intergroup behaviour” (på engelska). Social Science Information 13 (2):  sid. 65–93. doi:10.1177/053901847401300204. ISSN 0539-0184. https://journals.sagepub.com/doi/10.1177/053901847401300204. Läst 8 oktober 2024.
3. ↑  Bourdieu, Pierre (2003). Language and symbolic power (Reprinted). Harvard Univ. Press. ISBN 978-0-674-51041-8. Läst 8 oktober 2024
4. ↑  Hill Collins, Patricia (2009). Black feminist thought: knowledge, consciousness, and the politics of empowerment. Routledge classics (Second edition). Routledge, Taylor & Francis Group. ISBN 978-0-415-96472-2. Läst 8 oktober 2024
5. ↑  Bonilla-Silva, Eduardo (1997). ”Rethinking Racism: Toward a Structural Interpretation” (pdf). American Sociological Review. American Sociological Association. sid. 465-480. https://newuniversityinexileconsortium.org/wp-content/uploads/2022/02/Eduardo-Bonilla-Silva-Rethinking-Racism-Toward-a-Structural-Interpretation.pdf. Läst 8 oktober 2024.
6. ↑  Blum, Lawrence (2002). "I'm Not a Racist, But...": The Moral Quandary of Race. Cornell University Press. doi:10.7591/j.ctvh4zddp. ISBN 978-0-8014-8815-3. https://www.jstor.org/stable/10.7591/j.ctvh4zddp. Läst 8 oktober 2024
7. ↑  Young, Michael Dunlop (2017). The rise of the meritocracy: with a new introduction by the author. Routledge. ISBN 978-1-138-53830-6. Läst 8 oktober 2024
8. ↑  Internationell konvention om avskaffande av alla former av rasdiskriminering, läst 2022-01-04
9. ↑  ”International Convention on the Elimination of All Forms of Racial Discrimination, läst 2010-12-18”. Arkiverad från originalet den 23 april 2021. https://web.archive.org/web/20210423084838/http://www.hri.org/docs/ICERD66.html. Läst 4 februari 2008.
10. ↑   Nationalencyklopedin : ett uppslagsverk på vetenskaplig grund utarbetat på initiativ av Statens kulturråd. Bra böcker. ©1989-<c2002>. sid. 431. ISBN 91-7024-619-X. OCLC 30439690. https://www.worldcat.org/oclc/30439690. Läst 20 april 2020
11. 1 2  Fredrickson, George M., 1934- (2003). Rasism : en historisk översikt. Historiska media. sid. 11. ISBN 91-89442-99-7. OCLC 186064428. https://www.worldcat.org/oclc/186064428. Läst 19 april 2020
12. ↑  Wolgast, Sima; Molina, Irene & Gardell, Mattias (30 oktober 2018). Antisvart rasism och diskriminering på arbetsmarknaden. Länsstyrelsen Stockholm
13. 1 2  Ericsson, Martin (2016). Historisk forskning om rasism och främlingsfientlighet i Sverige : en analyserande kunskapsöversikt. Forum för levande historia. ISBN 978-91-86261-48-1. OCLC 1016298201. https://www.worldcat.org/oclc/1016298201. Läst 3 februari 2022
14. 1 2  ”Racism”. Oxford University Press. 29 juni 2012. Arkiverad från originalet den 13 september 2016. https://web.archive.org/web/20160913201113/http://oxforddictionaries.com/definition/english/racism. Läst 25 september 2012.
15. 1 2  Poohl, Daniel. ””Rasismen fanns innan rasbiologin””. Expo.se. https://expo.se/2020/06/%E2%80%9Drasismen-fanns-innan-rasbiologin%E2%80%9D. Läst 23 juli 2022.
16. ↑  Olausson, Peter (2011). Tredje rikets myter. Stockholm: Forum.
17. ↑  Ekström von Essen, Ulla och Fleischer, Rasmus (2006). Sverigedemokraterna i kommunerna 2002-2006. Norrköping: Integrationsverket.
18. ↑  ”Kulturrasism”. ArA - Antirasistiska Akademin. 8 januari 2015. https://www.antirasistiskaakademin.se/kulturrasism/. Läst 3 februari 2022.
19. ↑  ”Rasism och främlingsfientlighet”. SO-rummet. 14 oktober 2010. https://www.so-rummet.se/kategorier/samhallskunskap/individers-och-gruppers-identitet-och-relationer/rasism-och-framlingsfientlighet#. Läst 1 januari 2023.
20. ↑  Keita, S O Y & Kittles R A (1997) The persistence of racial thinking and the myth of racial divergence. Am Anthropol 99:534–544
21. ↑  Templeton A.R. (1998) Human races: a genetic and evolutionary perspective. Am Anthropol 100:632–650
22. ↑  ”"Ny dna-teknik visar att det inte finns raser" - DN.SE” (på svenska). DN.SE. 11 april 2009. http://www.dn.se/debatt/ny-dna-teknik-visar-att-det-inte-finns-raser/. Läst 16 mars 2017.
23. 1 2 3 4  Sawyer, Lena (2015). ””Omvänd rasism?” eller, hur makt undviks i diskussioner om rasism”. Vardagens antirasism: om rörelsens villkor och framväxt i Sverige. Antirasistiska akademin. sid. 223-226. ISBN 978-91-87679-99-5. Läst 14 oktober 2024
24. ↑  Fredrickson, George M. (2002). Racism: A Short History. Princeton, NJ: Princeton University Press. Sid. 5. ISBN 978-0-691-11652-5. http://press.princeton.edu/titles/7243.html.
25. 1 2  Garner, Steve (2009). Racisms: An Introduction. Sage. https://us.sagepub.com/en-us/nam/racisms/book245769. Läst 21 juni 2017.
26. ↑  Bethencourt, Francisco (2014). Racisms: From the Crusades to the Twentieth Century. Princeton, NJ: Princeton University Press.
27. 1 2 3  Cashmore, Ellis, red (2004). ”Reverse Racism/Discrimination”. Encyclopedia of Race and Ethnic Studies. Routledge. Sid. 373. ISBN 978-1-134-44706-0.
28. 1 2  Yee, June Ying (2008). ”Racism, Types of”. i Shaefer, Richard T.. Encyclopedia of Race, Ethnicity, and Society. Sage. Sid. 1118–1119. ISBN 978-1-4129-2694-2.
29. ↑  Ekman, Malin (3 september 2022). ”Kritiken: ”Något en rasist skulle säga””. Svenska Dagbladet. ISSN 1101-2412. https://www.svd.se/a/Pow9nR/kritiken-efter-black-lives-matter-nagot-en-rasist-skulle-saga. Läst 26 december 2022.
30. 1 2  Centrum mot rasism: Kulturrasism Arkiverad 17 december 2013 hämtat från the Wayback Machine.. Läst: 17 december 2013.
31. 1 2  Vetenskapsrådet (2017). Rasism på arbetsmarknaden: en inventering av forskningsläget. https://www.vr.se/download/18.5f55e5e81618e003b7066f9d/1555332264901/Rasism-pa-arbetsmarknaden-Inventering-forskningslaeget_VR_2017.pdf
32. ↑  Diskrimineringsombudsmannen (DO): Rasism Arkiverad 17 december 2013 hämtat från the Wayback Machine.. Citat: Idag pratar man mer om kulturrasism –föreställningen om att kulturer är absoluta, oföränderliga och definierar individens egenskaper." Läst 2013-12-17.
33. ↑  Regeringen (2017-01-04). Samlat grepp mot rasism och hatbrott - Nationell plan mot rasism, liknande former av fientlighet och hatbrott. https://www.regeringen.se/48d2e5/contentassets/4e8ed488ce034340a7c04eb064cb3092/samlat-grepp-mot-rasism-och-hatbrott--nationell-plan-mot-rasism-liknande-former-av-fientlighet-och-hatbrott
34. 1 2 3 4  Fredrickson, George M. (2013). Rasism En historisk översikt.. Historiska Media. ISBN 978-91-87263-90-3. OCLC 939923538. https://www.worldcat.org/oclc/939923538. Läst 4 januari 2022
35. ↑  Harrison, Dick (19 april 2020). ”Ett av de vidrigaste massmorden i Europas historia | Dick Harrison”. Svenska Dagbladet. ISSN 1101-2412. https://www.svd.se/ett-av-de-vidrigaste-massmorden-i-europas-historia. Läst 4 januari 2022.
36. ↑  ”Purity of Blood” (på engelska). obo. https://www.oxfordbibliographies.com/view/document/obo-9780195399301/obo-9780195399301-0101.xml. Läst 4 januari 2022.
37. ↑  Hochschild, Adam, Spräng bojorna – Kampen mot slavhandeln (2006), Ordfront, ISBN 91-7037-098-2
38. 1 2  Fukurai, Hiroshi; Yang, Alice (2018-01-01). ”The History of Japanese Racism, Japanese American Redress, and the Dangers Associated with Government Regulation of Hate Speech”. Hastings Constitutional Law Quarterly 45 (3):  sid. 533. ISSN 0094-5617. https://repository.uchastings.edu/hastings_constitutional_law_quaterly/vol45/iss3/5. Läst 4 januari 2022.
39. ↑  ”70 år sedan japanerna intog Nanjing – Massakern som Kina inte glömmer”. SVT Nyheter. 14 december 2007. https://www.svt.se/nyheter/utrikes/70-ar-sedan-japanerna-intog-nanjing-massakern-som-kina-inte-glommer. Läst 4 januari 2022.
40. ↑  Fredrickson, George M. (2003). Rasism: En historisk översikt. Lund, Historiska Media. ISBN 91-89442-99-7
41. ↑  Jonsson, Stefan. (2004). "Rasism och nyrasism i Sverige 1993-2003", i Mattsson, Katarina och Lindberg, Ingemar (red.). Rasismer i Europa: kontinuitet och förändring. Stockholm, Agora. ISBN 91-89483-33-2
42. ↑  ”Tintin inte rasistisk enligt domstol”. Dagens Nyheter AB. 25 september 2012. http://www.dn.se/kultur-noje/tintin-inte-rasistisk-enligt-domstol. Läst 14 februari 2012.
43. ↑  Artikeln rasism från Nationalencyklopedins internettjänst. Hämtat 2007-11-15.
44. ↑  ”Racism: Further Considerations from Psychological Science” (på amerikansk engelska). APS Observer 33. 2020-06-29. https://www.psychologicalscience.org/observer/racism-further-considerations-from-psychological-science. Läst 26 juli 2022.
45. ↑  ”The Psychology of Racism” (på engelska). Verywell Mind. https://www.verywellmind.com/the-psychology-of-racism-5070459. Läst 26 juli 2022.
46. ↑  Roberts, Steven O.; Rizzo, Michael T. (2021-04). ”The psychology of American racism.”. American Psychologist 76 (3):  sid. 475–487. doi:10.1037/amp0000642. ISSN 1935-990X. https://doi.apa.org/fulltext/2020-45459-001.pdf. Läst 31 januari 2022.
47. 1 2  ”Stereotypa uppfattningar - ett hinder för likvärdighet i skolan”. www.skolverket.se. https://www.skolverket.se/skolutveckling/forskning-och-utvarderingar/artiklar-om-forskning/stereotypa-uppfattningar---ett-hinder-for-likvardighet-i-skolan. Läst 31 januari 2022.
48. ↑  ”Rasismens orsaker”. Arkiverad från originalet den 29 juli 2014. https://web.archive.org/web/20140729144920/http://www.ur.se/Produkter/182060-Bildningsbyran-rasism-Rasismens-orsaker.
49. ↑  ”Positiv rasism?”. https://fredrikedin.wordpress.com/2009/03/23/positiv-rasism/.
50. ↑  ”Fördomar, Expo”. Arkiverad från originalet den 18 april 2016. https://web.archive.org/web/20160418211157/http://skola.expo.se/fordomar_144.html.
51. ↑  ”Stereotyper | Gendered Innovations | Sweden”. www.genderedinnovations.se. https://www.genderedinnovations.se/page/sv-SE/45/Stereotyper. Läst 31 januari 2022.
52. ↑  ”Mediers bild av invandring påverkar våra attityder”. forskning.se. 22 november 2021. https://www.forskning.se/2021/11/22/mediers-bild-av-invandring-paverkar-vara-attityder/. Läst 31 januari 2022.
53. ↑  Tran, Giac-Thao; Lee, Richard M. (2014-07). ”You speak english well! Asian Americans' reactions to an exceptionalizing stereotype”. Journal of counseling psychology 61 (3):  sid. 484–490. doi:10.1037/cou0000034. ISSN 0022-0167. PMID 25019550. https://asu.pure.elsevier.com/en/publications/you-speak-english-well-asian-americans-reactions-to-an-exceptiona. Läst 21 december 2021.
54. ↑  Collins, Patricia; Solomos, John (2010). The SAGE Handbook of Race and Ethnic Studies. doi:10.4135/9781446200902. http://dx.doi.org/10.4135/9781446200902.
55. 1 2  de los Reyes, Paulina; Molina, Irene & Mulinari, Diana (2002). Maktens olika förklädnader: kön, klass och etnicitet i det postkoloniala Sverige. Stockholm: Atlas
56. ↑  Solomos, John; Back, Les (1996). Racism and Society. doi:10.1007/978-1-349-24735-6. http://dx.doi.org/10.1007/978-1-349-24735-6.
57. ↑  Essed, Philomena (1991). Understanding Everyday Racism: An Interdisciplinary Theory. SAGE Publications, Inc. ISBN 978-0-8039-4256-1. http://dx.doi.org/10.4135/9781483345239. Läst 2 juli 2023
58. ↑  Schmauch, Ulrika (2006). Den osynliga vardagsrasismens realitet. https://urn.kb.se/resolve?urn=urn:nbn:se:umu:diva-732. Läst 2 juli 2023.
59. ↑  Alexander, Claire E.; Knowles, Caroline (2005) (på English). Making race matter bodies, space and identity. Basingstoke Palgrave Macmillan
60. 1 2 3 4 5  Dominelli, Lena (2018). Anti-racist social work. London: Palgrave & Red Globe Press
61. ↑  Miles, Robert (1989) (på engelska). Racism. Routledge. ISBN 978-0-415-01809-8
62. ↑  Humphries, B. (2004-01-01). ”An Unacceptable Role for Social Work: Implementing Immigration Policy”. British Journal of Social Work 34 (1):  sid. 93–107. doi:10.1093/bjsw/bch007. ISSN 0045-3102. http://dx.doi.org/10.1093/bjsw/bch007.
63. ↑  Malmö mot Diskriminering ( PDF). Ett häfte om bostadsdiskriminering. Arkiverad från originalet den 26 mars 2023. https://web.archive.org/web/20230326135711/https://malmomotdiskriminering.se/wp-content/uploads/2016/09/Ett-h%C3%A4fte-om-bostadsdiskriminering.pdf. Läst 26 mars 2023
64. ↑  ”Material: Om rasism”. Forum för levande historia. https://www.levandehistoria.se/klassrummet/om-rasism/material-om-rasism. Läst 23 november 2021.
65. ↑  Escanilla, Jeannette. ”Vad är rasismforskning ? - Centrum för mångvetenskaplig forskning om rasism - Uppsala universitet”. cemfor.uu.se. Arkiverad från originalet den 24 november 2021. https://web.archive.org/web/20211124083340/https://cemfor.uu.se/vad-ar-rasismforskning/. Läst 24 november 2021.
66. 1 2  Lindqvist, Sven (1993). Utrota varenda jävel. Bonnier pocket. Stockholm: Bonnier. Libris 7149004. ISBN 91-0-055610-6
67. ↑  ”bibeln.se”. www.bibeln.se. https://www.bibeln.se/visa?q=col.3.11@b2k. Läst 26 mars 2023.  ”"Då är ingen grek eller jude, omskuren eller oomskuren, barbar, skyt, slav eller fri. Nej, Kristus blir allt och i alla." (Fotnoten i Bibel2000 säger att Barbar och Skyt betecknar dem som stod utanför den grekisk-romerska kulturgemenskapen och sågs som vildar och de mest ociviliserade folken.)”
68. ↑  Jesus berättade om den barmhärtige samariern, och han samtalade med den samariska kvinnan, trots att judarna inte ville ha med den folkgruppen att göra enligt Johannes 4:9
69. ↑   Apostlagärningarna 10:34-35. "Då öppnade Petrus sin mun och sa: Nu inser jag i sanning att Gud inte gör skillnad på människor, utan tar emot var och en som fruktar honom och som gör vad som är rättfärdigt, vilket folk han än tillhör." Romarbrevet 2:10: "Härlighet, ära och frid åt var och en som gör det goda, juden främst men också greken. 
Gud gör inte skillnad på människor."
70. ↑  Rodriguez, Junius P. (6 March 1997). The Historical Encyclopedia of World Slavery. ABC-CLIO. ISBN 9780874368857. https://books.google.com/books?id=ATq5_6h2AT0C&pg=PA469.
71. ↑  Curp, T. David. ”A Necessary Bondage? When the Church Endorsed Slavery”. http://www.catholicity.com/commentary/curp/05378.html.
72. 1 2  Park, Wongi (2021-11). ”The Blessing of Whiteness in the Curse of Ham: Reading Gen 9:18–29 in the Antebellum South” (på engelska). Religions 12 (11):  sid. 928. doi:10.3390/rel12110928. https://www.mdpi.com/2077-1444/12/11/928. Läst 31 januari 2022.
73. 1 2  Das Gupta Tania, red (2007) (på engelska). Race and racialization: essential readings. Toronto: Canadian Scholars' Press. Libris 12190172. ISBN 978-1-55130-335-2
74. ↑  Diskrimineringsombudsmannen (DO): Rasism Arkiverad 17 december 2013 hämtat från the Wayback Machine.. Citat: Idag pratar man mer om kulturrasism – föreställningen om att kulturer är absoluta, oföränderliga och definierar individens egenskaper." Läst 2013-12-17.
75. ↑  ”Slavery and racism”. Unesco press. Arkiverad från originalet den 24 augusti 2013. https://web.archive.org/web/20130824023420/http://www.unesco.org/bpi/eng/unescopress/2001/01-91e.shtml. Läst 17 december 2013.
76. ↑  ”Racism is a moral issue | Australian Human Rights Commission” (på engelska). humanrights.gov.au. Australian Human Rights Commission. 11 april 2014. https://humanrights.gov.au/about/news/speeches/racism-moral-issue. Läst 8 januari 2023.
77. ↑  Otterbeck & Bevelander 2006, s. 9 f.
78. ↑  ”Jews, Hindus, Muslims most likely to live in countries where their groups experience harassment” (på amerikansk engelska). Pew Research Center's Religion & Public Life Project. 11 april 2017. Arkiverad från originalet den 24 februari 2020. https://web.archive.org/web/20200224171942/https://www.pewforum.org/2017/04/11/nearly-all-muslims-jews-hindus-live-in-countries-where-their-group-was-harassed-in-2015/pf-04-11-2017_-restrictions-02-00/. Läst 26 februari 2020.
79. ↑  ”Islamofobi”. Regeringens webbplats om mänskliga rättigheter. Regeringskansliet. Arkiverad från originalet den 14 juni 2007. https://web.archive.org/web/20070614103850/http://www.manskligarattigheter.gov.se/extra/pod/?action=pod_show&id=22&module_instance=10. Läst 27 september 2010.
80. ↑  ”Hatbrott 2008”. Rapport 2009:10. Brottförebyggande rådet. sid. 50. Arkiverad från originalet den 16 december 2013. https://web.archive.org/web/20131216182340/http://www.bra.se/download/18.cba82f7130f475a2f180002855/2009_10_hatbrott_2008.pdf. Läst 27 september 2010.
81. 1 2  ”Vad betyder islamofobi?”. Forum för levande historia. http://www.levandehistoria.se/node/99. Läst 27 september 2010.
82. ↑  Antisemitism och islamofobi - utbredning, orsaker och preventivt arbete.
83. ↑  Antisemitism och islamofobi - utbredning, orsaker och preventivt arbete. sidan 12. 2013-12-16.
84. ↑  Murray, Nancy (2012). "Profiling in the Age of Total Information Awareness." Journal of Race and Class..
85. 1 2  NW, 1615 L. St; Washington, Suite 800; Inquiries, DC 20036 USA202-419-4300 | Main202-419-4349 | Fax202-419-4372 | Media. ”Christians, Muslims were harassed in rising number of countries in 2015” (på amerikansk engelska). Pew Research Center's Religion & Public Life Project. Arkiverad från originalet den 24 februari 2020. https://web.archive.org/web/20200224171941/https://www.pewforum.org/2017/04/11/nearly-all-muslims-jews-hindus-live-in-countries-where-their-group-was-harassed-in-2015/pf-04-11-2017_-restrictions-02-02/. Läst 26 februari 2020.
86. 1 2  Ansell, Amy Elizabeth (2013). Race and Ethnicity: The Key Concepts. Routledge. ISBN 978-0-415-33794-6.
87. ↑  Garner, Steve (2017). ”New Racisms?”. Racisms: An Introduction (2nd). London: SAGE Publications. Sid. 185. ISBN 978-1-5264-1285-0.
88. ↑  Ansell, Amy Elizabeth (2013). ”Affirmative Action; Color-Consciousness”. Race and Ethnicity: The Key Concepts. Routledge. ISBN 978-0-415-33794-6.
89. ↑  Mazzocco, Philip J. (2017). The Psychology of Racial Colorblindness: A Critical Review. New York: Palgrave Macmillan. ISBN 978-1-13-759967-4.
90. 1 2  ”Docent: rasism mot vita finns inte”. Arkiverad från originalet. https://web.archive.org/web/20190608151012/http://sverigesradio.se/sida/artikel.aspx?programid=161&artikel=6606955. Läst 16 mars 2017.
91. 1 2  Lovisa Fhager Havdelin (21 mars 2020). ”Rasism mot vita finns inte i Sverige”. https://www.aftonbladet.se/debatt/a/EWnnXo/rasism-mot-vita-finns-inte-i-sverige.
92. ↑  Hellström, Anders. ”Rasist? - Inte jag. Om rasismer – en begreppsinventering” (pdf). Forum för levande historia. sid. 29. https://www.levandehistoria.se/sites/default/files/material_file/rasist_-_inte_jag.pdf. Läst 3 december 2022.
93. ↑  Wida, Erica Chayes (26 June 2020). ”What does 'reverse racism' mean and is it actually real? Experts weigh in”. Today. https://www.today.com/tmrw/what-reverse-racism-experts-weigh-term-t184580.
94. ↑  Newkirk II, Vann R. (5 August 2017). ”The Myth of Reverse Racism”. The Atlantic. https://www.theatlantic.com/education/archive/2017/08/myth-of-reverse-racism/535689/.
95. ↑  Massie, Victoria M.. ”Americans are split on "reverse racism." That still doesn't mean it exists.”. Vox:  s. 29 June 2016. https://www.vox.com/2016/6/29/12045772/reverse-racism-affirmative-action.
96. ↑  Emily Torbett (August 21, 2015). ”Reverse racism: Can't exist by definition, insulting to minority groups”. The Daily Athenaeum. http://www.thedaonline.com/opinion/article_25e8b7cc-47bc-11e5-bb94-7f79b1590106.html.
97. ↑  Dennis, R. M. (2004). Kuper, A.; Kuper, J.. red. The Social Science Encyclopedia, Volume 2 (3rd). London; New York: Routledge. ISBN 978-1-134-35969-1.
98. ↑  Ansell, Amy Elizabeth (2013). ”Reverse Racism”. Race and Ethnicity: The Key Concepts. Routledge. Sid. 135–138. ISBN 978-0-415-33794-6.
99. ↑  ”Why do police so often see unarmed black men as threats?”. Vox. http://www.vox.com/2014/8/28/6051971/police-implicit-bias-michael-brown-ferguson-missouri. Läst 29 maj 2015.
100. ↑  ”A fascinating map of the world’s most and least racially tolerant countries”. Washington Post. https://www.washingtonpost.com/news/worldviews/wp/2013/05/15/a-fascinating-map-of-the-worlds-most-and-least-racially-tolerant-countries/. Läst 26 maj 2016.
101. ↑  ”5 insights on the racial tolerance and ethnicity maps, from an ethnic conflict professor”. Washington Post. https://www.washingtonpost.com/news/worldviews/wp/2013/05/17/5-insights-on-the-racial-tolerance-and-ethnicity-maps-from-an-ethnic-conflict-professor/. Läst 26 maj 2016.

### Källförteckning
- Otterback, Jonas; Bevelander, Pieter (2006). Islamofobi: en studie av begreppet, ungdomars attityder och unga muslimers utsatthet. Stockholm: Forum för levande historia. Libris 10308742. ISBN 91-976073-6-3. Arkiverad från originalet den 19 januari 2012. https://web.archive.org/web/20120119025153/http://www.levandehistoria.se/files/islamofobi.pdf. Läst 10 juli 2013 Arkiverad 19 januari 2012 hämtat från the Wayback Machine.